# ری پترسن
ری پترسن (به انگلیسی: Ray Patterson) اَنیماتور، کارگردان فیلم و تهیه‌کننده تلویزیونی اهل ایالات متحده آمریکا بود.
از فیلم‌ها یا مجموعه‌های تلویزیونی که وی در آن‌ها نقش داشته است، می‌توان به مسابقه فضایی یوگی اشاره نمود.